# Карбоксициклофосфамид
Карбоксициклофосфамид — неактивный метаболит циклофосфамида, образующийся при окислении алдофосфамида ферментом альдегиддегидрогеназой  От соотношения уровня этого фермента и уровня фосфатазы в той или иной ткани зависит скорость инактивации алдофосфамида в карбоксициклофосфамид и скорость образования цитотоксических метаболитов — фосфорамид мустарда и акролеина.